# Dražovce
Cet article possède un paronyme, voir Drážovce.
Dražovce (prononciation slovaque : [ˈdraʒɔu̯t͡sɛ], hongrois : Zobordarázs [ˈzobordɒraːʒ]) est une localité de Slovaquie qui constitue l’un des quartiers de la ville de Nitra.

## Géographie
Dražovce est un village situé à 5 km au nord-ouest du centre-ville de Nitra, au pied des monts Tribeč. Il est traversé par la route I/64.
| Čakajovce, Zbehy | Jelšovce      | Podhorany |
| Lužianky         | Dražovce      |           |
| Mlynárce (Nitra) | Zobor (Nitra) |           |

## Patrimoine
L’église Saint-Michel-Archange de Dražovce est située sur une colline surplombant le village.